# Chachani
Nevado Chachani – stratowulkan w regionie Arequipa, w południowej części Peru, w pobliżu miejscowości Arequipa.